# Hunský kotel
Hunský kotel (anglicky Hunnic cauldron) je bronzová nebo měděná štíhlá válcovitá nebo zvoncovitá nádoba starověkých nomádských skupin, které jsou spojovány s expanzí Hunů v době stěhování národů. Jako archeologické artefakty se nacházejí v Asii a Evropě.

## Další informace
Archeologické nálezy hunských kotlů v Evropě dokládají válečná tačení Hunů ve 4. až 5. století. Nejzápadnější nálezy jsou ve Francii. Kotle mají válcový tvar se zaobleným dnem většinou spojeným s podstavcem ve tvaru zvonu. Bývají také zdobeny a u hrdla mají typická hranatá držadla s výběžky. Vyráběly se odléváním a nýtováním. Využívaly se asi k přípravě jídla, k rituálům a občasně i jako hrobové milodary. Stopy častých oprav na nálezech svědčí o tom, že byly používány pro každodenní život.

## Nálezy v Česku
Existují také nálezy v Čechách a to v Nízkém Jeseníku, Slezsku a na Jantarové stezce. K vidění jsou např. ve Slezském zemském muzeu v Opavě.

## Galerie

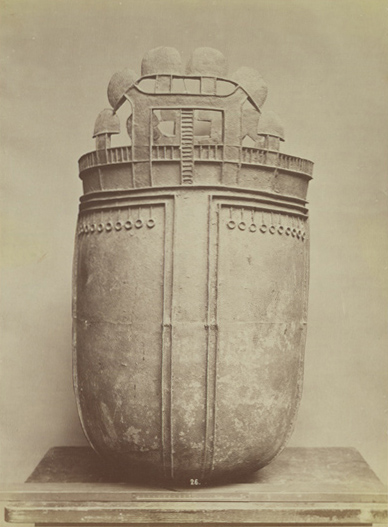
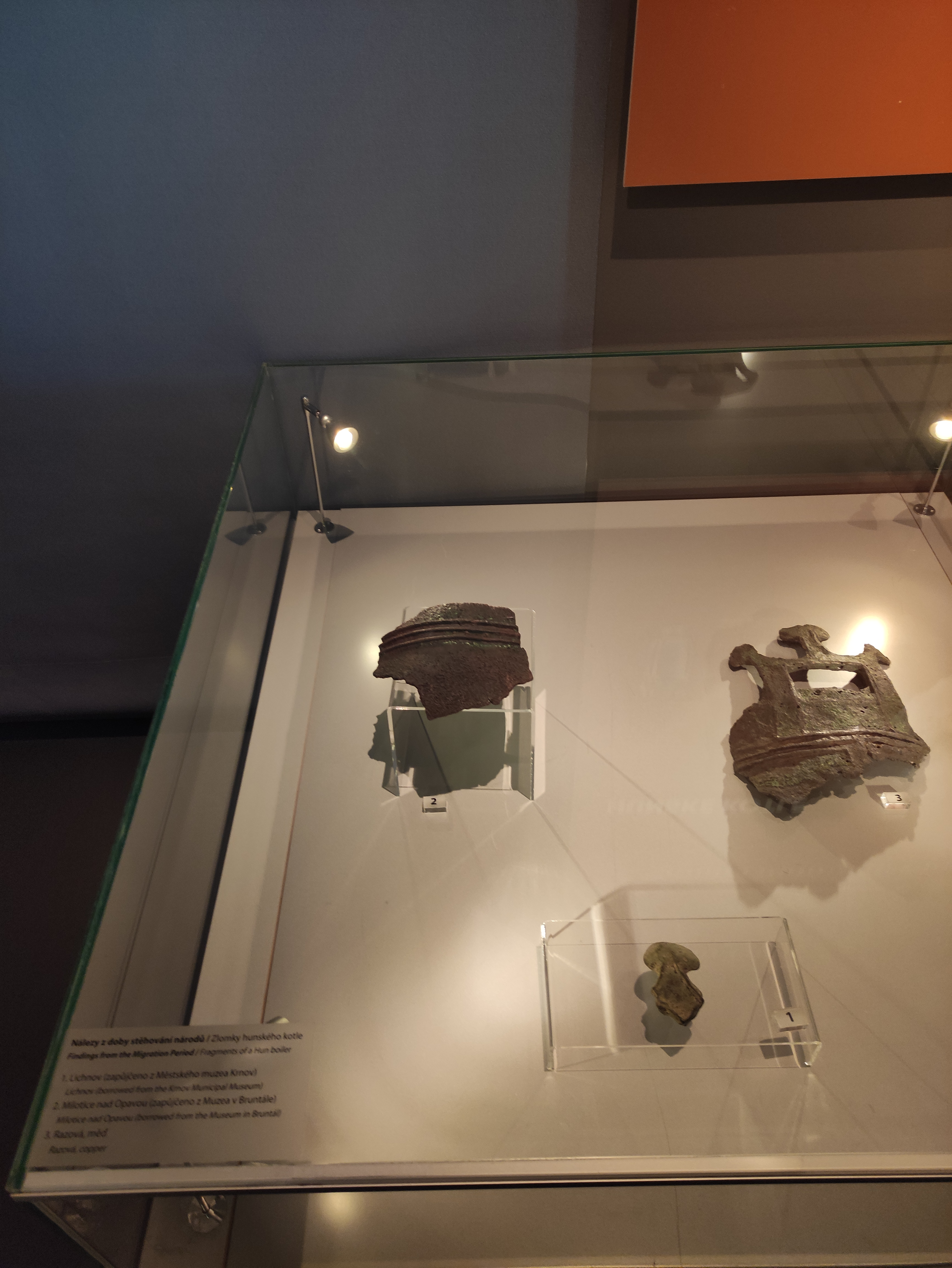
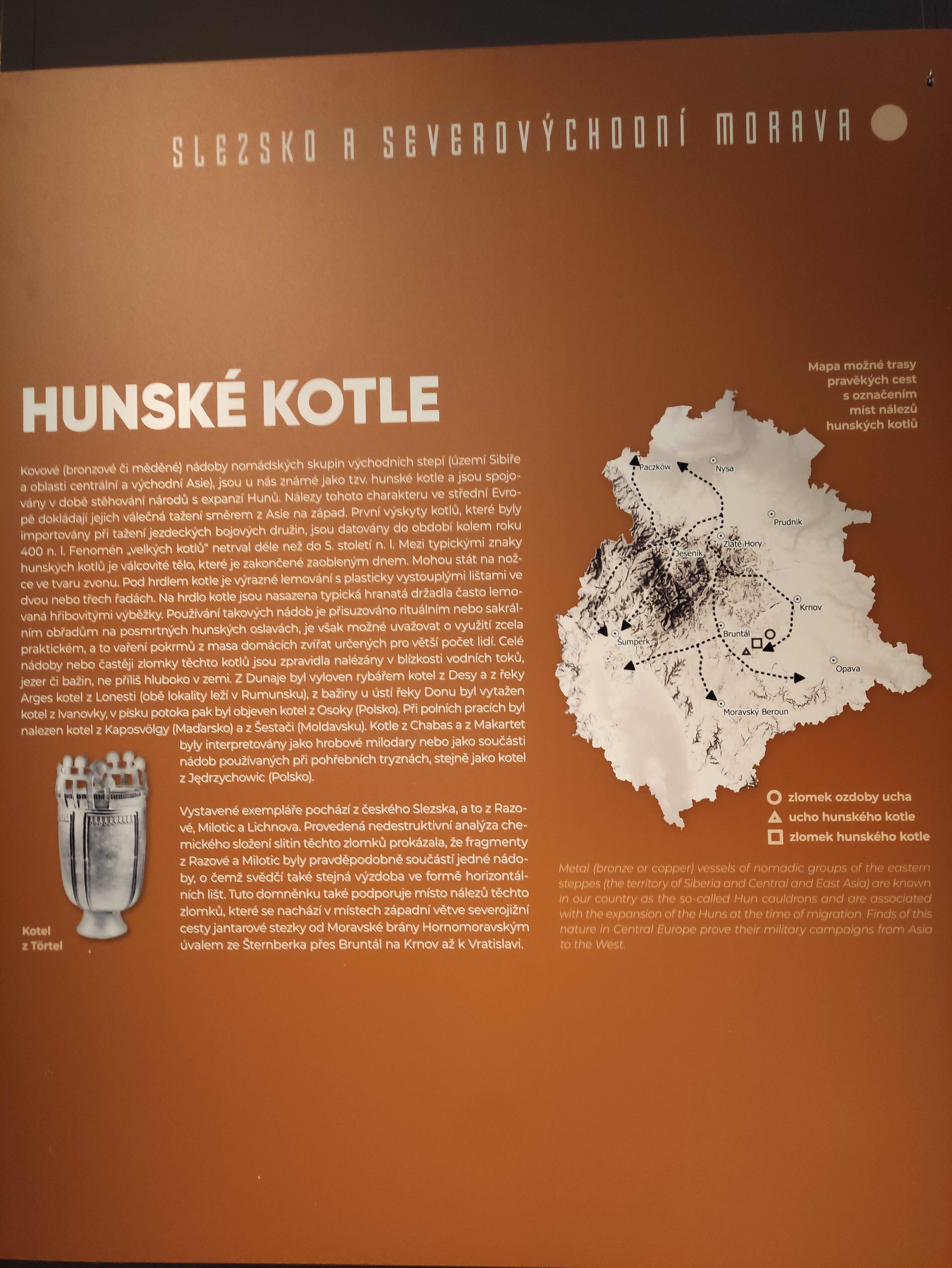
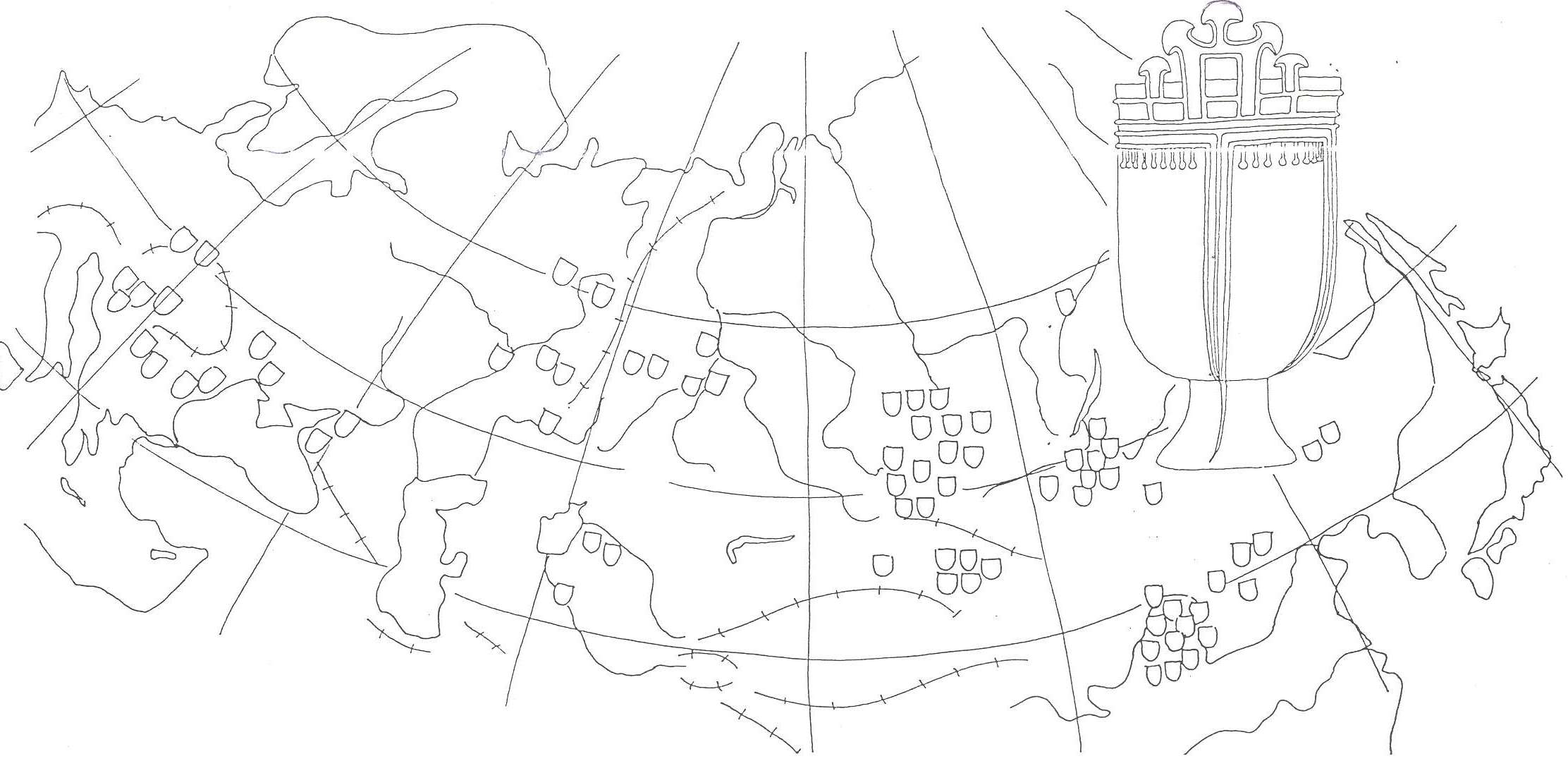